# 925

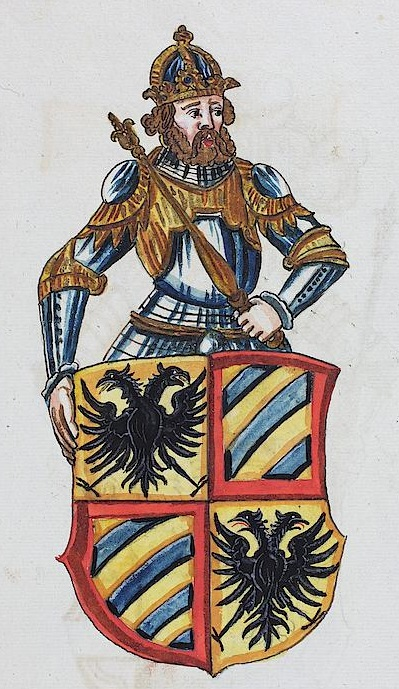
Rudolf II van Bourgondië (ca. 890 - 937)

Het jaar 925 is het 25e jaar in de 10e eeuw volgens de christelijke jaartelling.

## Gebeurtenissen

### Europa
- Zomer - Koning Fruela II overlijdt aan lepra na een regeerperiode van 15 jaar. Hij wordt opgevolgd door zijn zoon Alfons Froilaz ("de Gebochelde") als heerser van Asturië, León en Galicië (Noord-Spanje). De troon wordt echter betwist door de zonen van de voormalige koning Ordoño II (een broer van Fruela).
- Koning Hendrik I ("de Vogelaar") onderwerpt Holland, Kennemerland en Texel als onderdeel van Lotharingen. Na de annexatie wordt het gebied als het vijfde hertogdom ingelijfd bij het Oost-Frankische Rijk. Tegelijkertijd wordt Antwerpen ingedeeld bij het Land van Rijen en vormt met de Schelde de rijksgrens.
- Alberik I, markgraaf van Spoleto, probeert zijn machtspolitiek (met steun van zijn vrouw Marozia) verder uit te breiden en bezet Rome. Paus Johannes X organiseert een opstand en verdrijft hem uit de stad. Alberik vlucht naar Orte (in de Tiber-vallei), maar wordt door pauselijke aanhangers vermoord.
- Koning Rudolf II van Bourgondië (tevens heerser van Italië) en zijn schoonvader Burchard II van Zwaben steken met een Bourgondisch expeditieleger de Grote Sint-Bernhardpas over om Hugo van Arles te bestrijden. Er ontstaat een bloedige burgeroorlog om het koningschap die tot 931 zal duren.
- Giselbert II, lekenabt van een aantal abdijen, moet zijn soevereiniteit overdragen aan Hendrik I. Na enkele veldtochten erkend Gilselbert hem als leenheer en mag hij zijn bezittingen behouden in Lotharingen.
- Wenceslaus de Heilige, hertog van Bohemen, laat zijn moeder Drahomíra (die tevens regentes is) verbannen. Het hertogdom wordt onder de protectie van het Oost-Frankische Rijk geplaatst.

## Geboren
- Bruno de Grote, aartsbisschop en hertog van Lotharingen (overleden 965)
- Gerberga van Gulik, Frankisch edelvrouw (waarschijnlijke datum)
- Judith van Beieren, Frankisch hertogin (waarschijnlijke datum)
- Koenraad III, koning van Bourgondië (of 922)
- Widukind van Corvey, Saksisch kroniekenschrijver (waarschijnlijke datum)

## Overleden
- 6 oktober - Muhammad ibn Zakarīya Rāzi (60), Perzisch geneeskundige
- 10 december - Sancho I, koning van Navarra
- Alberik I, markgraaf van Spoleto en Camerino
- Fruela II, koning van Asturië, León en Galicië